# Markham (Illinois)
Markham je grad u američkoj saveznoj državi Ilinois. Prema popisu stanovništva iz 2010. u njemu je živjelo 12.508 stanovnika.